# Julian Baggini
Julian Baggini, né en 1968, est un philosophe britannique auteur de nombreux livres relatifs à la philosophie, écrits à destination du grand public.
Il est l'auteur de The Pig that Wants to be Eaten and 99 other thought experiments en 2005 et est le cofondateur et éditeur en chef de The Philosophers' Magazine. Il obtient son doctorat en 1996 de l'University College London et fait une thèse de philosophie sur l'identité personnelle. Il contribue à un grand nombre de journaux, magazines et s'exprime à la radio de la BBC.

## Travaux
- The Ego Trick: What Does It Mean To Be You? - Granta Books, 2011
- Should You Judge This Book by Its Cover? - Granta, 2009
- The Duck That Won the Lottery: And 99 Other Bad Arguments  - Granta, 2008
- Complaint  - Profile, 2008.
- Welcome to Everytown: a journey into the English mind  - Granta, 2007.
- Do You Think What You Think You Think?  - Granta, 2006
- The Pig that Wants to be Eaten and 99 other thought experiments  - Granta, 2005.
- What’s It All about? Philosophy and the meaning of life  - Granta, 2004.
- Making Sense: Philosophy Behind the Headlines  - Oxford University Press, 2002.
- Atheism: A Very Short Introduction  - Oxford University Press, 2003.
- Philosophy: Key Themes  - Palgrave Macmillan, 2002.
- Philosophy: Key Texts  - Palgrave Macmillan, 2002.
- The Philosopher’s Toolkit  - Blackwell, 2002 (coécrit avec Fosl)
- Great Thinkers A-Z  - Continuum, 2004 (coécrit avec Stangroom)
- What Philosophers Think  - Continuum, 2003 (coécrit avec Stangroom)
- New British Philosophy: The interviews  - Routledge, 2002 (coécrit avec Stangroom).